# Черкесов Віктор Васильович
Віктор Васильович Черкесов (13 липня 1950, Ленінград, СРСР — 8 листопада 2022, Санкт-Петербург, Росія) — російський державний діяч, генерал поліції (2003), директор Федеральної служби Росії з контролю за обігом наркотиків (2003—2008), голова Державного антинаркотичного комітету (2007—2008), керівник Федерального агентства з поставок озброєння, військової, спеціальної техніки та матеріальних засобів (2008—2010).
Депутат Державної думи РФ VI скликання від КПРФ (з 2011 до 2016 року), перший заступник голови комітету Держдуми з безпеки і протидії корупції.

## Біографія
Виходець із робітничої родини, батьки працювали на судноремонтному заводі в Ленінграді.
Закінчив юридичний факультет Ленінградського державного університету (1973). Служив в армії, у 1973—1975 роках працював у прокуратурі Ленінграда.
З 1975 року в органах державної безпеки — оперуповноважений, слідчий, начальник відділення, заступник, начальник відділу, начальник слідчої служби Ленінградського управління КДБ СРСР. Розслідував справи про корупцію, шпигунство, про антирадянську діяльність, про контрабанду. Був слідчим у справах ленінградських дисидентів та інакодумців (справа Михайла Мейлаха та ін.). Навчався у спецшколі КДБ СРСР і Вищій школі КДБ СРСР.
У 1992—1998 роках начальник Управління Федеральної служби безпеки у Санкт-Петербурзі та Ленінградській області, член колегії ФСБ Росії.
З 1998 року перший заступник директора ФСБ Росії Володимира Путіна (через місяць після призначення останнього). Згодом Черкесова називали близьким його соратником.
Навесні 2000 року брав участь у президентській виборчій кампанії Володимира Путіна, працював у його передвиборчому штабі.
Помер 8 листопада 2022 року на 73-му році життя. Буде похований 11 листопада на Новодівичому кладовищі в Санкт-Петербурзі.

## Сім'я
Був одружений другим шлюбом, мав двох дітей від першого шлюбу.
Дружина — Наталія Черкесова (Чапліна) — директор інформаційного агентства «Росбалт», голова Ради директорів ТОВ «Петербурзький Час Пік», член Координаційного комітету російсько-німецького форуму «Петербурзький діалог».

## Нагороди
- Орден «За заслуги перед Батьківщиною» IV ступеня (18 липня 2005 р.) — за великий внесок у забезпечення ефективної правоохоронної діяльності та високі показники у службі[6]
- Орден Пошани[3]
- Орден Червоної Зірки[3]
- Орден «Співдружність»[7]
- Орден святого мученика Трифона І ступеня (РПЦ, 2006)[8]
- Заслужений юрист Російської Федерації[2]
- Почесний співробітник контррозвідки[2]